# Anisognathus
Anisognathus és un gènere d'ocells de la família dels tràupids (Thraupidae) que habita boscos de muntanya d'Amèrica del Sud.
Se n'han descrit 5 espècies dins aquest gènere :
- Anisognathus igniventris - tàngara andina ventre-roja.
- Anisognathus lacrymosus - tàngara andina llagrimosa.
- Anisognathus melanogenys - tàngara andina de Santa Marta.
- Anisognathus notabilis - tàngara andina barbanegra.
- Anisognathus somptuosus - tàngara andina de capell groc.